# Oliver Strankmann
Oliver Strankmann (* 24. April 1986 in Bonn) ist ein ehemaliger deutscher Triathlet.

## Werdegang
Oliver Strankmann war in seiner Jugend im Schwimmsport aktiv. Im Alter von 19 Jahren begann er mit dem Triathlon.
Er studiert an der Deutschen Sporthochschule Köln und startete für den Verein Bayer Uerdingen 05.

2010 wurde er beim Münster Triathlon Deutscher Hochschul-Meister Triathlon.
Er wurde trainiert von Christoph Grosskopf und Frank Hahn.
Seit 2014 tritt er nicht mehr international in Erscheinung.
Oliver Strankmann lebt in Bonn. Sein Spitzname ist „Ölli“.

## Sportliche Erfolge
| Datum/Jahr    | Rang | Wettbewerb                 | Austragungsort | Zeit     | Bemerkung                                                                                             |
| ------------- | ---- | -------------------------- | -------------- | -------- | --- |
| 31. Aug. 2014 | 2    | Trans Vorarlberg Triathlon | Bregenz        | 04:03:46 | Zweiter hinter Christian Kramer                                                                       |
| 23. Juni 2014 | 3    | Mittelmosel Triathlon      | Zell           |          | |
| 8. Juni 2014  | 3    | Bonn-Triathlon             | Bonn           |          | |
| 23. Juni 2013 | 1    | Mittelmosel Triathlon      | Zell           |          | |
| 26. Aug. 2012 | 1    | Trans Vorarlberg Triathlon | Bregenz        | 04:06:16 | Sieger, neben Yvonne van Vlerken bei den Frauen (1,2 km Schwimmen, 102 km Radfahren und 12 km Laufen) |
| 10. Juni 2012 | 1    | Bonn-Triathlon             | Bonn           | 02:53:12 | erfolgreiche Titelverteidigung                                                                        |
| 12. Juni 2011 | 1    | Bonn-Triathlon             | Bonn           | 03:03:02 | 4,9 km Schwimmen, 62 km Radfahren und 15 km Laufen                                                    |
| 2011          | 2    | Münster City Triathlon     | Münster        |          | Deutscher Vizehochschulmeister 2011                                                                   |
| 5. Sep. 2010  | 7    | Cologne 226 Half           | Köln           | 04:02:10 | Sieger der Altersklasse M20                                                                           |
| 18. Juli 2010 | 1    | Münster City Triathlon     | Münster        | 01:51:41 | Deutscher Hochschulmeister 2010 – neben Natascha Schmitt                                              |
| 13. Juni 2010 | 3    | Bonn-Triathlon             | Bonn           |          | |
| 10. Juni 2007 | 1    | Aasee-Triathlon            | Bocholt        |          | Sieger auf der olympischen Distanz                                                                    |

| Datum/Jahr | Rang | Wettbewerb                                | Austragungsort | Zeit     | Bemerkung |
| ---------- | ---- | ----------------------------------------- | -------------- | -------- | --------- |
| Apr. 2008  | 3    | DTU Deutsche Duathlon-Meisterschaften U23 | Backnang       | 01:56:45 | [ 7 ]     |

| Datum/Jahr    | Rang | Wettbewerb    | Austragungsort | Zeit     | Bemerkung                            |
| ------------- | ---- | ------------- | -------------- | -------- | ------------------------------------ |
| 22. Apr. 2012 | 7    | Bonn-Marathon | Bonn           |          | im Halbmarathon                      |
| 25. Apr. 2010 | 5    | Bonn-Marathon | Bonn           | 01:12:48 | persönliche Bestzeit im Halbmarathon |
| 26. Apr. 2009 | 4    | Bonn-Marathon | Bonn           | 01:14:50 | im Halbmarathon                      |
| 7. Okt. 2007  | 8    | Köln-Marathon | Köln           | 01:13    | im Halbmarathon                      |